# 罗伯特·肖 (轮椅网球运动员)
罗伯特·肖（Robert Shaw，1989年12月6日—），加拿大男子轮椅网球运动员。2019年泛美残疾人运动会轮椅网球四肢残疾组单打金牌得主。代表加拿大队参加了2020年东京残奥会和2024年巴黎残奥会。
21岁时他在一次诡异的潜水事故后，脖子以下部分瘫痪。